# Шахтинский (Хабаровский край)
Ша́хтинский — посёлок в Верхнебуреинском районе Хабаровского края, в 47 километрах от райцентра — посёлка Чегдомын.
До 2010 года был административным центром и единственным населённым пунктом сельского поселения «Посёлок Шахтинский», ныне упразднённого. Является поселением компактного проживания малочисленных народов Севера (эвенков) в Верхнебуреинском районе Хабаровского края (утв. законом Хабаровского края от 30.06.2004 №202).

## Население
| 1992 | 2002 | 2010 | 2011 | 2012 | 2014 | 2015 |
| ---- | ---- | ---- | ---- | ---- | ---- | ---- |
| 141  | ↘95  | ↘74  | →74  | ↘71  | ↘67  | ↘65  |
| 2016 | 2017 | 2018 | 2021 |      |      |      |
| ↘62  | ↘59  | →59  | ↘27  |      |      |      |

## Экономика
Существовавшая ранее шахта №5, на которой добывали уголь для Умальтинского молибденового рудника (50-70 тонн каменного угля ежесуточно), закрыта. Иная промышленность отсутствует. Население занято заготовкой недревесных продуктов, охотничьим промыслом. В настоящее время больниц, школ, детских садов, предприятий в поселке Шахтинский нет .

## Интересные факты
В августе 2023 года всех жителей поселка эвакуировали из-за предполагаемого падения ступеней ракеты "Союз-2.1б" при прохождении ракеты-носителя со спутником «Луна-25» над территорией Верхнебуреинского района . В результате три из четырех ступеней ракеты «Союз-2.1б», которая стартовала с космодрома «Восточный», приземлились в 28 км от поселка, между речками Нижний Деш и Тастах .